# Cantonul Entrevaux
Cantonul Entrevaux este un canton din arondismentul Castellane, departamentul Alpes-de-Haute-Provence, regiunea Provence-Alpes-Côte d'Azur, Franța.

## Comune
- Castellet-lès-Sausses
- Entrevaux (reședință)
- La Rochette
- Saint-Pierre
- Sausses
- Val-de-Chalvagne